# コートマー
コートマー（英: coatomer）は、輸送小胞を覆うタンパク質複合体である。「コートマー」という語は、COPIタンパク質が形成する複合体のみを指して用いられる場合と、COPIタンパク質複合体とCOPIIタンパク質複合体の双方を指して用いられる場合とがある。
- COPI - トランスゴルジ網からシスゴルジ網と小胞体への逆行性輸送を担う
- COPII - 小胞体からシスゴルジへの順行性輸送を担う

コートマーはクラスリン（アダプチン）に機能的に類似しており、進化的に相同である。クラスリンは、細胞膜からのエンドサイトーシスとトランスゴルジ網からリソソームへの輸送を調節する。

## COP I
COPIは7つの異なるタンパク質サブユニットから構成され、これらのサブユニットは2つのサブ複合体を構成する。1つ目のサブ複合体はα-COP（酵母ではRet1）、β’-COP（Sec27）、ε-COP（Sec28）からなり、2つ目のサブ複合体はβ-COP（Sec26）、γ-COP（Sec21）、δ-COP（Ret2）、ζ-COP（Ret3）からなる。
COPIは、ゴルジ体から小胞体へタンパク質を輸送する小胞を覆うコートマーである。この経路は逆行性輸送（retrograde transport）と呼ばれている。COPIタンパク質がゴルジ体膜の小胞を覆うことができるようになるためには、ARF1と呼ばれる低分子量GTPアーゼとの相互作用が必要である。GDPを結合したARF1はゴルジ体膜と相互作用する。次に、ゴルジ体膜のグアニンヌクレオチド交換因子（GEF）がARF1に結合したGDPをGTPに交換する。これによってARF1は活性化され、両親媒性のαヘリックスをゴルジ体の脂質二重層に挿入できるようになる。続いて、ARF1はβ-COP、γ-COPとの相互作用によってCOPIをゴルジ体膜へリクルートする。小胞がCOPIで覆われると、小胞体への移行が開始される。小胞が小胞体膜へ融合できるようになるためには、小胞を囲う被覆が解離しなければならない。ARFGAP1は、ARF1のGTPアーゼ活性を活性化することでARF1の不活性化を担う。ARF1がGDP結合型コンフォメーションへと切り替わると、COPI被覆は不安定化される。
COPIタンパク質は、タンパク質の選別シグナルと相互作用することで適切な積み荷を認識する。最も一般的は選別シグナルとしては、KKXXやKDELなどのアミノ酸配列がある。KKXXシグナルは小胞体膜貫通タンパク質と関係しており、KDELシグナルは小胞体内腔のタンパク質と関係している。COPI被覆小胞にはp24タンパク質も含まれており、積み荷の選別を助けている。

## COP II
COPIIは小胞体からゴルジ体へタンパク質を輸送する小胞を覆う。この経路は順行性輸送（anterograde transport）と呼ばれている。COPII経路の最初の段階は、Sar1と呼ばれる低分子量GTPアーゼの小胞体膜へのリクルートである。Sar1が小胞体膜と相互作用すると、Sec12と呼ばれる膜タンパク質がGEFとして作用し、Sar1のGDPをGTPに置き換える。これによってSar1タンパク質は活性化され、両親媒性αヘリックスが小胞体膜に結合する。膜に結合したSar1はSec23-Sec24タンパク質ヘテロ二量体を小胞体膜へ誘引する。Sec23はSar1と直接結合し、Sec24は小胞体膜に位置する積み荷受容体に直接結合する。
GTP結合型Sar1とSec23-Sec24複合体は、Sec13/Sec31タンパク質複合体をリクルートする。この複合体は多量体化し、被覆の外層を形成する。COPII小胞がシスゴルジ膜に融合するには、被覆の除去が必要である。被覆の除去は、Sar1に結合したGTPがGTPアーゼ活性化タンパク質によって加水分解されたときに行われる。GTPアーゼの活性化によって、Sar1とSec23-Sec24二量体との相互作用も解消される。COPII小胞は、膜貫通型小胞体タンパク質に存在する小胞体搬出シグナルと直接相互作用することで適切な積み荷を選択する。小胞体搬出シグナルには、さまざまな生物で同定された、いくつかのクラスが存在する。多くの異なる小胞体搬出シグナルが関与していることは、認識タンパク質に複数の結合部位が存在することを示唆している。

## COPの欠陥と関係した疾患
新たに形成された分泌小胞は、細胞を離れる前に小胞体とゴルジ体を通過しなければならない。COPIIによる初期分泌経路の問題は、先天性赤血球形成異常性貧血II型と呼ばれる疾患を引き起こす。この疾患は常染色体劣性遺伝し、SEC23Bと呼ばれる遺伝子の変異が原因である。この遺伝子は細胞内のタンパク質輸送の調節に重要な役割を果たす。この疾患の症状には、貧血、黄疸、網赤血球数の低下、脾腫、ヘモクロマトーシスなどがある。通常、思春期または成人早期に診断が行われる。この疾患は非常に稀少な疾患で、世界中で数百症例しか報告されていない。この疾患の治療法は、輸血、鉄補充療法、脾臓の摘出である。
COPII経路の欠陥と関係した他の疾患には、第V因子・第VIII因子合併欠乏症がある。この疾患では、第V因子と第VIII因子は産生されるものの、血流へ輸送することができない。常染色体劣性遺伝する疾患で、鼻血、過多月経、外傷後の大出血などの出血症状が引き起こされる。診断はスクリーニング検査によって行われ、専門医によって分析が行われる。MCFD2遺伝子の変異がこの疾患の原因となる。この疾患の治療法は、新鮮凍結血漿とデスモプレシンの投与などである。